# Хиперплазија лојне жлезде
Хиперплазија лојних жлезда (ХЛЖ) је доброћудно или бенигно уобичајено стање лојних жлезда.  

## Епидемиологија
Болест се јавља код отприлике 1% здраве популације. 
Иако је ХЛЖ болест претежно одраслих особе средње животн доби или старијих, углавном мушког пола, болест није ретка и код новорођенчади, нпр. иранска проспективна кохортна студија известила је да је 43,7% од 1.000 узастопних прегледаних новорођенчади имало хиперплазију лојнице, иако је њена појава у тој ситуацији  пролазна и резултат је излагања мајчиним хормонима. Неуобичајена је током детињства и адолесценције.

## Етиопатогенеза
ХЛЖ је описана код пацијената на хроничној имуносупресивној терапији: са преваленцијом од чак 10% до 16% код пацијената који су дуго лечени циклоспорином А.
Такође је повезан са генетским синдромима, па се нпр у ретким случајевима јавља код Муир-Тореовог синдрома.  Генерално, лојни аденоми снажније корелирају са тим синдромом, а лојне хиперплазије су честе код пацијената без икаквог основног стања.
Лојне жлезде имају ацинусе причвршћене за изводни канал; производња себума се дешава унутар себоцита, који акумулира липиде током свог животног циклуса, а затим отпушта свој садржај унутар главног изводног канала. Лојне жлезде су осетљиве на андрогене, па се њихова активност разликује у зависности од нивоа хормона у циркулацији и старости. Хиперплазија лојнице се састоји од жлезда нормалног изгледа са повећаним бројем ацинуса и зрелих себоцита.

## Клинички значај
Ове лезије су доброћудне (бенигне), али могу изазвати козметичку забринутост. Они су изазовни за лечење; цела лојна јединица мора бити елиминисана да би се спречило понављање. Озбиљност лезија код ХЛЖ класификована је као:
- ограничена ако се препозна мање од десет лезија,

- умерена (10 до 50 лезија),
- честа (мање од 100 лезија),
- веома честа (више од 100 лезија).

## Диференцијална дијагноза
Примарне диференцијалне дијагнозе укључују:
- аденом лојнице,
- невус себацеус,
- лупус милиарис дисеминатус фациеи,
- карцином базалних ћелија.

## Терапија
Лечење хиперплазије лојнице обично није потребна, али може применити када постане козметички проблем или ако се клинички меша са лезијом која је забрињавајућа. 
Доступни су различити третмани за ово стање, који укључују:
- криотерапију или криохирургију,
- фотодинамичку терапију,
- ласерски третман (аргон, угљен-диоксид или ласер са пулсирајућим бојама),
- каутеризацију или електродесикационо бријање или ексцизију,
- локалне третмане хлоросирћетном или трихлоросирћетном киселином
- системски третман са изотретиноином.

Терапијски исходи су категорисани као:
- оптимални (ако резултирају без ожиљака и хипо- или хиперпигментације),

- умерени (умерени ожиљци и/или хипо- или хиперпигментација)

- лоши (изражени су ожиљци и/или хипо- или хиперпигментација).

Криотерапија, електродесикација, киретажа, ексцизија и топикална трихлоросирћетна киселина могу изазвати промену боје коже и ожиљке тако да козметички резултат може бити незадовољавајући. Фотодинамичка терапија користи таласну дужину од 1.720 нм за коју се каже да је специфична за јединицу лојне жлезде; јер обезбеђује минимално оштећење околних ткива, али захтева више сесија и специјалну опрему.
Најприкладнији ласери који се користе за лечење ХЛЖ су аргон и угљен-диоксид. 
Орални изотретиноин је ефикасан, али лечење се мора наставити неколико месеци, јер постоји висока стопа релапса са прекидом. Није за употребу током трудноће.